# Семь видов растений
Семь ви́дов (ивр. שִׁבְעַת הַמִינִים‎, шиват ха-миним) — семь видов растений (два зерновых и пять фруктовых) из Танаха, перечисленные как продукты Земли Израильской: пшеница, ячмень, виноград, инжир, гранат, олива (масло) и финики (финиковый мёд) (Втор. 8:8). Первые плоды именно этих растений были единственными приемлемыми приношениями в Храме.

## История
Семь видов растений были важной составляющей в питании израильтян в Земле Израиля и в религиозных традициях иудаизма.
Многочисленные упоминания о семи видах растений можно найти в Библии. В Мишне дан запрет на приношения в Храм первых плодов растений, не относящихся к семи видам. Пшеничные поля, виноградники и оливковые рощи по-прежнему являются отличительной чертой израильского пейзажа. Инжир, оливы, гранат и финики являются обычными ингредиентами в кухне Израиля.

### Пшеница
Пшеница и ячмень упоминаются первыми в библейском списке семи видов растений земли Израиля, а их важность прослеживается в праздновании сбора урожая ячменя на празднике Песах и сбора урожая пшеницы на празднике Шавуот.

### Ячмень
Ячмень широко культивируют для пивоварения и на корм скоту.

### Виноград
Виноград использовался для изготовления вина, его также употребляли в пищу в свежем и сушёном виде.

### Инжир
Инжир выращивали по всей Земле Израиля, свежий и сушеный инжир был частью ежедневного рациона. Распространённым способом приготовления сушеного инжира было его измельчение и прессование в лепёшку. Инжир часто упоминается в Библии (1Цар. 25:18, 1Цар. 30:12 и 1Пар. 12:41).

### Гранат
Гранат ели свежим, использовали для приготовления сока или вина, сушили на солнце. Гранат, вероятно, играл незначительную роль в израильской кухне, но имел символическое значение, как украшение на подоле одежды первосвященника и колоннах Храма Соломона, а также был выбит на монетах.

### Оливы
Важным растением Земли Израиля была олива. Оливковое масло использовалось не только для еды и приготовления пищи, но и для освещения (связь с праздником Ханука), жертвоприношений, в качестве притирания и помазания для священнических или царских служб.

### Финики
Финики ели свежими или сушёными, но чаще всего их варили в густой, долго хранящийся сироп, называемый «финиковым мёдом», и использовали в качестве подсластителя. Мёд в библейском упоминании «земли, где течет молоко и мёд» (Исх. 3:8) — это финиковый мёд.
Пчелиный мёд, возможно, является тем типом мёда, который упоминается в Торе. К моменту написания Талмуда медоносные пчёлы в Израиле уже вымерли[почему?], и поэтому использовался финиковый мёд. Раскопки Тель-Рехова показывают, что пчеловодство практиковалось в Израиле ещё в раннем железном веке, 3000 лет назад, во времена царя Давида.
В Торе также указывается на то, что пчелиный мёд существовал в древнем Израиле; в Книге Судей Самсон берёт мёд из пчелиного улья, который он находит в трупе льва (Суд. 14:8, 9, см. также загадку Самсона).

## В качестве справочного материала для измерений
Величина галахических объектов измерялась с помощью растений семи видов. Например, согласно Закону, данному Моисею на Синае, минимальная ширина ремешков тфилина составляет размер ячменного зерна. Талмудисты используют стих «Семь видов» как подсказку для всех мер, использующих размеры плодов.

## Современное значение
Семь видов растений традиционно едят на праздники Ту би-Шват (еврейский «Новый год деревьев»), Суккот («Праздник кущей»), Шавуот («Праздник урожая»). В Галахе (еврейском законе) они считаются более важными, чем другие фрукты, и после их употребления в пищу произносится особое благословение. Кроме того, благословение перед употреблением их в пищу предшествует благословению других продуктов питания, за исключением хлеба. Все семь видов являются важными ингредиентами современной израильской кухни.
Важность данных семи видов растений в сельском хозяйстве Калифорнии подчёркнута цитатой из Втор. 8:8 (Страна Ячменя и Зерновых Вин, где растут Инжир, Гранаты и Оливковые рощи, Страна Масла и Мёда) на куполе Калифорнийской башни в парке Бальбоа в Сан-Диего (Калифорния).